# Johann Tobias Kießling
Johann Tobias Kießling (* 3. November 1742 in Nürnberg; † 27. Februar 1824 ebenda) war ein Kaufmann, Pietist und Förderer der evangelischen Diasporagemeinden in Österreich.

## Werdegang
Kießling handelte als Kaufmann in Nürnberg mit Drogen und Gewürzen. Pietistisch erweckt, wirkte er in der frühen Erweckungsbewegung in Franken (als Mitbegründer des Nürnberger Zweigs der Deutschen Christentumsgesellschaft 1781 und des Nürnberger Bibelvereins 1804). Bekannt wurde er vor allem durch seine Hilfe für den österreichischen Toleranzprotestantismus: durch Verbreitung christlicher Bücher (bes. Bibeln und Erbauungsbücher) und Bereitstellung von Geldmitteln zum Bau von Kirchen und Schulen, die er auf seinen Handelsreisen den jungen evangelischen Gemeinden in Oberösterreich, Kärnten, Steiermark und Westungarn zukommen ließ. Zudem vermittelte er Pfarrer aus Deutschland. 1811 verlor er durch den österreichischen Staatsbankrott ein Großteil seines Vermögens.
Der „Bischof im Kaufmannsgewand“, wie er genannt wurde, gilt als ein Vorläufer des Gustav-Adolf-Vereins. 
Kießling war auch Mitglied der Nürnberger Freimaurerloge Zu den drei Pfeilen.